# John G. Avildsen
John Guilbert Avildsen, dit John G. Avildsen, est un réalisateur, acteur, monteur et producteur américain né le 21 décembre 1935 à Oak Park, en banlieue de Chicago dans l'Illinois, et mort le 16 juin 2017 à Los Angeles.
Il était aussi connu sous le nom de Danny Mulroon.

## Biographie

### Carrière
Solide artisan du cinéma américain il débute comme chef opérateur, monteur et assistant. En 1967, John G. Avildsen débute à la réalisation mais n'obtient son premier succès que trois ans plus tard, avec Joe, un drame interprété par Peter Boyle et Susan Sarandon. Puis il dirige Jack Lemmon dans Sauvez le tigre.
En 1976, il filme le scénario d'un acteur débutant. Cet acteur s'appelle Sylvester Stallone, et le film, Rocky, vaudra un Oscar au réalisateur. Il tourne par la suite avec Marlon Brando pour La Formule et John Belushi pour Les Voisins. En 1984, il retrouve les sommets du box-office avec Karaté Kid (The Karate Kid). Deux suites seront tournées dans les années 1980. Une autre suite, en 1990, avec Rocky 5, marque ses retrouvailles avec Sylvester Stallone et le personnage qui leur avait offert le succès quinze ans plus tôt. Le film est un succès critique, mais ne fonctionnera pas commercialement comme les autres épisodes de la saga.
Les années 1990 furent, en effet, plus difficiles pour le réalisateur, marquées notamment par les échecs de La Puissance de l'ange, interprété par Morgan Freeman, Stephen Dorff et Daniel Craig, puis d'Inferno, avec Jean-Claude Van Damme.

### Vie privée
Avildsen est né à Oak Park, dans l'Illinois, fils de Ivy (née Guilbert) et de Clarence John Avildsen. Il a été formé à l'École Hotchkiss et à l'Université de New York .
Avildsen avait quatre enfants. Son fils Ash (né le 5 novembre 1981) a fondé Sumerian Records. Un autre fils, Jonathan Avildsen, est apparu dans les films The Karate Kid Partie III et Rocky V. Son fils aîné s'appelait Anthony et il avait une fille, Bridget.

### Mort
John G. Avildsen meurt d'un cancer du pancréas le 16 juin 2017 à 81 ans.

## Filmographie partielle

### Réalisateur
- 1969 : Turn on to Love (en)
- 1970 : Guess What We Learned in School Today? (en)
- 1970 : Joe, c'est aussi l'Amérique (Joe)
- 1971 : Cry Uncle! (en)
- 1972 : Okay Bill (en)
- 1972 : Sauvez le tigre (Save the Tiger)
- 1975 : W.W. and the Dixie Dancekings
- 1976 : Rocky
- 1978 : Slow Dancing in the Big City
- 1980 : La Formule (The Formula)
- 1981 : Les Voisins (Neighbors)
- 1984 : Karaté Kid (The Karate Kid)
- 1986 : Karaté Kid : Le Moment de vérité 2 (The Karate Kid, Part II)
- 1987 : Happy New Year
- 1988 : Et si on le gardait ? (For Keeps)
- 1989 : Karaté Kid 3 (The Karate Kid, Part III)
- 1989 : L'Incroyable Défi (Lean on Me)
- 1990 : Rocky 5
- 1992 : La Puissance de l'ange (Power of One)
- 1994 : Cœur de champion (8 Seconds)
- 1999 : Inferno (Coyote Moon)

Assistant-réalisation
- 1967 : Que vienne la nuit (Hurry Sundown)

### Acteur
- 1997 : Sports on the Silver Screen - Non crédité
- 2002 : Magic Time: A Tribute to Jack Lemmon
- 2002 : A Decade Under the Influence (en)

### Monteur
- 1978 : Slow Dancing in the Big City de lui-même
- 1984 : Karaté Kid (The Karate Kid)
- 1986 : Karate Kid, le moment de vérité II (The Karate Kid, Part II)
- 1989 : Karaté Kid 3 (The Karate Kid, Part III)
- 1989 : L'Incroyable Défi (Lean on Me)
- 1990 : Rocky 5

### Producteur
- 1978 : Slow Dancing in the Big City de lui-même
- 1989 : L'Incroyable Défi (Lean on Me) (délégué)

## Distinction

### Oscar du cinéma
- 1977 : Meilleur réalisateur pour Rocky